# فیلیس دیلر
فیلیس دیلر (به انگلیسی: Phyllis Diller) ‏(۱۷ ژوئیه ۱۹۱۷ – ۲۰ اوت ۲۰۱۲) بازیگر و کمدین آمریکایی بود. او خالق شخصیت نمایشی یک زن خانه‌دار با موهای درهم و پوشش غیرمعمول با شوخی‌هایی در مورد سن و ظاهر و آشپزی افتضاحش بود. دیلر در آمریکا با برنامه‌هایی مانند «شوی فیلیس دیلر» شناخته می‌شد.

## زندگی و حرفه
فیلیس اِیدا درایور در سال ۱۹۱۷ در اوهایو زاده شد. او در بیش از ۴۰ فیلم سینمایی و مستند به‌عنوان بازیگر یا صداپیشه ایفای نقش کرد. دیلر از زنان پیشروی آمریکا در زمینهٔ استندآپ کمدی بود.

## گزیده فیلم‌شناسی

### سینما
- شکوه علفزار (۱۹۶۱)
- زندگی یک حشره (صداپیشه) (۱۹۹۸)
- چه‌کسی خودروی برقی را کشت؟ (۲۰۰۶)
- فراموشش کن
- سکوت ژامبون‌ها

### تلویزیون
- جسور و زیبا (۱۹۹۵–۲۰۰۴) و (۲۰۱۲)
- مرد خانواده (۲۰۰۶)